# Illusions fantasmagoriques
Illusions fantasmagoriques je francouzský němý film z roku 1898. Režisérem je Georges Méliès (1861–1938). Film trvá zhruba jednu minutu. Sám Méliès ve filmu ztvárnil kouzelníka, jména dětských postav nejsou známa. Film připomíná snímek Zmizení dámy z roku 1896, a proto je někdy považován za jeho volné pokračování.
Film je uchován v Britském filmovém institutu. Jedná se o jeden z mála filmů, ve kterém Méliès použil pyrotechniku.

## Děj
Kouzelník vykouzlí holubici a umístí ji do dřevěné krabice. Poté do krabice hodí klaunské oblečení. Pomocí kouzla z krabice vyjde dítě. Kouzelník ho postaví na stoličku a sekerou ho rozdělí na dvě děti. Ty se začnou pošťuchovat, a tak kouzelník nechá jedno zmizet v kapesník, který na místě roztrhá. Druhé dítě vloží zpátky do bedny, kterou následně kladivem rozbije. Kouzelník pak dítě znovu vyčaruje, aby ho mohl vzápětí proměnit v americkou a britskou vlajku, kterými vlaje před diváky. Pak se posadí na stůl a zmizí. Na závěr vyjde ze dveří, ukloní se a odchází.